# Nica Borisova
Nitula Borisova, detta Nica (in bulgaro Нитула "Ница" Борисова?; Xanthi, 6 febbraio 1940 – 4 febbraio 2020), è stata una cestista bulgara.

## Carriera
Con la Bulgaria disputò tre edizioni dei Campionati del mondo (1959, 1964, 1967) e cinque dei Campionati europei (1958, 1960, 1962, 1964, 1968).